# Orichiwka (obwód połtawski)
Orichiwka (ukr. Оріхівка) – wieś na Ukrainie, w obwodzie połtawskim, w rejonie łubieńskim, w hromadzie Zasulla. W 2001 liczyła 1628 mieszkańców, spośród których 1572 wskazało jako ojczysty język ukraiński, 34 rosyjski, 20 białoruski, a 2 inny.